# Mário Laginha

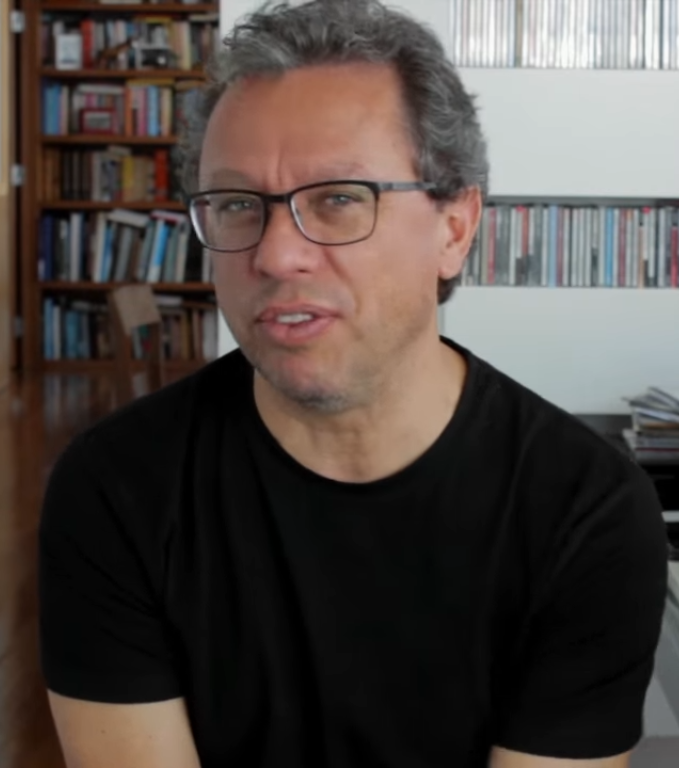
Mário Laginha

Mário Laginha dos Santos (* 25. April 1960 in Lissabon) ist ein portugiesischer Jazzpianist und Komponist. Bekannt wurde er durch seine Zusammenarbeit mit seiner Landsfrau, der Jazzsängerin Maria João.

## Leben und Wirken
Laginha begann bereits im Alter von 5 Jahren mit dem Klavierspiel. Nachdem er ein Konzert von Keith Jarrett im Fernsehen gesehen hatte, begann er sich mit 17 Jahren für Jazz zu interessieren (Jarrett wurde sein großes Vorbild). Er studierte am Nationalen Musikkonservatorium mit dem Schwerpunkt auf Klavier. Danach war er zunächst Mitglied diverser Orchester und Formationen, bevor er seit 1983 regelmäßig mit der Sängerin Mario João zusammenarbeitete. Bisher sind 12 gemeinsame Alben entstanden. Daneben gründete er 1987 das Mário Laginha Trio, mit dem er neben Auftritten auch eigene Alben produzierte. Auch als Solokünstler ist er regelmäßig unterwegs. 1984 gründete er das Sextetto de Jazz de Lisboa. Laginha spielte auf unzähligen Festivals rund um den Globus, etwa dem Montreux Jazz Festival.
Auch stand er mit Musikern wie Wayne Shorter, Gilberto Gil und Manu Katché auf der Bühne und arbeitete mit Wolfgang Muthspiel, Trilok Gurtu, Ralph Towner, Dino Saluzzi oder Django Bates. Eine Freundschaft verbindet ihn mit dem bekannten portugiesischen Pianisten Pedro Burmester.
Sein Werk umfasst viele Gattungen der Musikkultur: neben Jazz spielte er auch brasilianische, indische und afrikanische Musik ein. Pop, Rockmusik und Klassik zählen auch zu seinem Repertoire. Frédéric Chopin, Johann Sebastian Bach und der 2012 verstorbene, klassische Komponist Bernardo Sassetti gehören zu den Komponisten, deren Werke Ausgangspunkt für eigene Improvisationen waren. Auch komponierte er für die NDR-Bigband und die hr-Bigband.
Zuletzt war Laginha in Deutschland im Fernsehen zu sehen, als er im Januar 2019 das Projekt „Fado & more: Cristina Branco“ der Fado-Sängerin Cristina Branco leitete. Die Konzerte mit der hr-Bigband wurden am 17. und 18. Januar 2019 im hr-Sendesaal in Frankfurt am Main mitgeschnitten und danach wiederholt im Fernsehen ausgestrahlt, etwa am 25. Juni 2020.

## Auszeichnungen (Auswahl)
- 1986: Prémio Teresa Vieira
- 2007: Prémio Carlos Paredes (für sein Album Canções & Fugas)

## Diskographische Hinweise
- Undercovers (zusammen mit Maria João), 2003
- Cancoes e Fugas (als Pianist), 2007
- Chocolate (zusammen mit Maria João), 2009
- Mongel Chopin (Mario Laginha Trio), 2012
- Abril a quatro mãos (mit Bernardo Sassetti, 2014)
- Aqui está-se sossegado (zusammen mit Camané, 2019)
- Jangada (2022)